# Michael Jursa
Michael Jursa (* 29. Oktober 1966 in Mödling) ist ein österreichischer Altorientalist und Universitätsprofessor für Assyriologie (Schwerpunkt Akkadistik) an der Universität Wien.
Michael Jursa studierte von 1985 bis 1991 Altsemitische Philologie und orientalischen Archäologie an der Universität Wien. Im Anschluss folgte ein Doktoratsstudium mit einer abschließenden Promotion. Von 1991 bis 2000 lehrte Jursa als Universitätsassistent in Wien. 2000 habilitierte er sich mit der Arbeit Das Archiv des Bel-remanni. Seitdem lehrt Jursa als außerordentlicher Universitätsprofessor für Altorientalistik, seit 2008 als Universitätsprofessor für Assyriologie (Schwerpunkt Akkadistik) an der Universität Wien. Forschungsschwerpunkte bilden die Wirtschafts- und Sozialgeschichte Mesopotamiens. Im Jahr 2002 wurde er für seine Forschungen zur babylonischen Wirtschaftsgeschichte im 1. Jahrtausend v. Chr. mit dem Start-Preis ausgezeichnet. 2013 wurde Jursa zum korrespondierenden Mitglied der Österreichischen Akademie der Wissenschaften gewählt, 2017 zum wirklichen Mitglied. 2015 erhielt er den Rudolf-Meimberg-Preis.
Seit 1989 ist Jursa Redakteur, seit 2002 Mitherausgeber des Archiv für Orientforschung.

## Schriften
- Die Landwirtschaft in Sippar in neubabylonischer Zeit. Institut für Orientalistik der Universität Wien, Wien 1995, ISBN 3-900345-03-1 (Archiv für Orientforschung Beiheft 25).
- Der Tempelzehnt in Babylonien. Vom siebenten bis zum dritten Jahrhundert v. Chr. Ugarit-Verlag, Münster 1998, ISBN 3-927120-59-6 (Alter Orient und Altes Testament 254).
- Das Archiv des Bel-remanni. Nederlands Historisch-Archaeologisch Instituut Leiden, Istanbul 1999, ISBN 90-6258-087-4 (Uitgaven van het Nederlands Historisch-Archaeologisch Instituut te Istanbul 86).
- Prywatyzacja i zysk? Przedsiębiorcy a gospodarka instytucjonalna w Mezopotamii od 3 do 1 tysiąclecia przed Chr. = Privatisation and profit? Entrepreneurs and institutional households in Mesopotamia from the third to the first millennium BC. PTPN – Poznańskie Towarzystwo Przyjaciół Nauk, Poznań 2002, ISBN 83-7063-356-0 (polnisch).
- Die Babylonier. Geschichte, Gesellschaft, Kultur. C. H. Beck, München 2004, ISBN 3-406-50849-9 (Beck'sche Reihe 2349 – C.H.Beck Wissen).
- Neo-Babylonian Legal and Administrative Documents. Typology, Contents and Archives. Ugarit-Verlag, Münster 2005, ISBN 3-934628-69-9 (Guides to the Mesopotamian Textual Record 1).
- Aspects of the Economic History of Babylonia in the First Millennium BC: Economic Geography, Economic Mentalities, Agriculture, the Use of Money and the Problem of Economic Growth, Münster: Ugarit-Verlag, 2010, ISBN 978-3-86835-041-8.